# Barthélemy Latomus
Pour les articles homonymes, voir Masson.
Ne doit pas être confondu avec Jacques Latomus.
Œuvres principales
- Summa totius rationis differendi (1527)
- Epitome commentariorum dialecticæ inventionis Rodolphi Agricolæ (1533)
- Oratio de laudibus Eloquentiæ & Ciceronis (1535)

Barthélemy Latomus (du grec λατόμος "tailleur de pierre", composé de λᾶας "pierre" et τέμνω "couper"), né vers 1497 à Arlon, mort à Coblence en 1570, est un érudit rhénan d'origine luxembourgeoise, nommé au Collège royal à la chaire d'éloquence. Il fut conseiller princier à la cour de Trèves, puis conseiller impérial à Spire.

## Biographie
Il enseigna le latin à Trèves, puis fut appelé à enseigner la rhétorique à Cologne, et en 1522-23 fut principal du collège de Fribourg-en-Brisgau. Là, il fit la connaissance d'Érasme, et l'accompagna même à Sélestat et Colmar. On sait par Jean Sturm de Schleiden, qui suivit ses cours, qu'il enseignait au Collegium Trilingue de Louvain en 1524.
Au début des années 1530, il est recommandé par Guillaume Budé au roi François Ier, qui le nomme professeur d'éloquence latine au Collège royal et l'invite à s'établir à Paris. La création de cette chaire, qui allait à l'encontre des premières vues de François Ier (à savoir : n'encourager que les disciplines délaissées par l'Université) et la nomination de Latomus à ce poste (un étranger de langue allemande), n'allaient pas de soi, et il y fallut toute la persuasion et l'enthousiasme de Budé.
Latomus était un fervent admirateur de l'éloquence cicéronienne. Il signale que ses cours étaient suivis par de nombreux étudiants étrangers. Il professa neuf années au Collège Royal, mais avec quelques interruptions. Il fut compromis dans l'affaire des Placards, les Allemands étant suspects de prosélytisme en faveur de la Réforme, mais la commission d'enquête diligentée par le roi l'innocenta. En 1539, il voyagea en Italie et en son absence, ses cours furent assurés par Pierre Galland.
Invité par le prince-archevêque de Trèves, Jean-Louis de Hagen, il se retira en 1542 à Coblence pour devenir conseiller privé. Là, il eut à soutenir diverses controverses contre les réformateurs, notamment Martin Bucer (qui l'avait rencontré à Strasbourg vingt ans plus tôt) et l'archevêque de Cologne Hermann V von Wied, favorable au mariage des prêtres, à la communion sous les deux espèces et opposé au culte des saints. Bucer le mit en demeure de prendre position sur ces points de doctrine ainsi que sur le libelle de Mélanchthon contre les députés de l'université de Cologne. Dans sa réponse, Latomus proteste d'abord que la théologie n'est pas sa spécialité ; il expose ensuite ses propres vues, qui sont un rappel en bonne et due forme sur la doctrine catholique de l'eucharistie, l'invocation des saints, le célibat des prêtres, et l'autorité de l'Église et des Pères. Cet échange épistolaire lui gagna la faveur de l'empereur Charles Quint, qui le choisit pour siéger comme auditeur à la diète de Ratisbonne (1546) puis, sur proposition du président Viglius, conseiller de la chambre impériale de Spire. Il soutint encore diverses controverses sur la doctrine chrétienne avec Jacques André Schmidlin (1558) et Pierre Dathenus.

## Œuvres
- Imperator Cæsar Maximillianus defunctus : Carmen, Augsbourg, 1519 (réimpr. à Paris dans un recueil d'Oraisons funèbres publié par Simon Schardius en 1567, 1 vol. in-8°), in-quarto
- Actio memorabilis Francisci a Sickingen, cum in Trevirorum obsidione, tum in exitu ejusdem, vol. II, Cologne, Eucharius Cervicornus, 1523 (réimpr. dans les Scriptores rerum Germanicarum de Schardius, Bâle,1574), 1019 p., in-quarto (poème en vers héroïques)
- Gratulatio in coronationem regis romanorum ad Carolum V. Cæsarem, & Ferdinandum regem, fratres augustos, en vers.
- Elegia de Austriæ nomine ad  Carolum V. imperatorem, Strasbourg, 1527
- Summa totius rationis differendi, Cologne, 1527 (réimpr. par Joan Gymnicus, 1542)L'auteur y donne tout à la fois les principes de l'éloquence et de la dialectique
- Oratio funebris in obitum Richardi (de Greiffenclau de Volratz) archiepiscopi Trevirensis, Cologne., 1531 (réimpr. dans les Oraisons funèbres de Simon Schardius, vol. III, Paris, 1567, in-8°), in-quarto
- Epitome commentariorum dialecticæ inventionis, Rodolphi Agricolæ, Cologne, 1533 (réimpr. À Bâle en 1536, à Paris en 1533, et par Gryphius en 1534 (in-8°), revue et corr. Par Simon de Colines en 1542 (in-4°))Cet abrégé est dédié à André de Gouveia, principal du collège de Sainte-Barbe à Paris.
- Annotationes in Ciceronis libros des Officiis, De Amicitia, de Senectute, In Somnium Scipionis, ac Paradoxa, Cologne, 1534 (réimpr. par Pierre de la Ramée à Paris (1556, in-4°) , et Bâle par Joan. Oporinus (1547, in 4°)), in-quarto.
- Oratio de studiis humanitatis, Paris, 1534, in-quartoDiscours inaugural du Collège Royal.
- Oratio de laudibus Eloquentiæ & Ciceronis, dicta in Auditorio, cum ennarratione Actionum in Verrem auspicaretur, Paris, 1535, in-quartoLatomus y montre le pouvoir de persuasion de l'éloquence et présente Cicéron comme le modèle accompli de l'orateur.
- Ciceronis oratio pro rege Dejotaro, cum argumentis & annotationibus Bath. Latomi, Paris, 1536, in-quarto
- Ciceronis oratio pro Marcello, cum artificio &  paraphrasi Philippi Melanchthonis, & annotationibus Bath. Latomi, Paris, 1536, in-quarto
- Ciceronis oratio pro lege Manilia, cum argumentis & annotationibus Bath. Latomi, Paris, 1536, in-4°
- Cicero pro Archia poeta, cum annotationibus Bath. Latomi, addito artificio &  integra paraphrasi Philippi Melanchthonis, Paris, 1536, in-quarto
- Ciceronis oratio pro Sextio Roscio Amerino, cum annotationibus Bath. Latomi, Paris, 1537, in-quarto
- Ciceronis oratio pro M. Cælio, cum argumentis & annotationibus marginalibus Bath. Latomi, Paris, 1538, in-quarto
- Ciceronis oratio pro A. Cecinna, cum ennarationibus Bath. Latomi, Strasbourg, chez Craton Mylius., 1539, in-octavo
- M. T. Ciceronis orationum in Verrem libri IV. Priores, Q. Asconii Pædiani & Franc. Sylvii commentariis, Christ. Hegendorphini artificio, et B. Latomi partitionibus explicati, Paris, chez Michel Vascosan, 1539, in-quarto.
- Latomus a semblablement annoté tous les discours de Cicéron (le pro Quintio, le Pro Murena, ad Quirites post réditum, pro Cn. Plancio, pro Ligario, in Vatinium et sur les Philippiques. Ces études ont été publiées à Bâle en un volume par J. Oporin en 1553.
- Oratio Lutetiæ in Auditorio dicta mense Octobri 1500, qua peregrinationem suam per Italiam describit., Paris, S. Gryphius, 1540, in-quarto.
- Responsio Barth. Latomi ad epistolam quandam Martini Buceri des dispensatione Eucharistiæ, et invocatione Divorum, &c., Paris, chez Christian Wechel, 1544 (réimpr. Bucer fit réimprimer cette lettre à Strasbourg en 1544), 30 p., in-4°.
- B. Latomi adversus Martinum Bucerum de controversis quibusdam ad religionem pertinentibus, altera plenaque Defensio, Cologne, chez Melchior Novesianus, 1545, in-quarto.
- Notæ in Comœdias Terentii, publiée avec les notes d'autres auteurs (Melanchthon, Erasme, Gouvéan, Jules-César Scaliger, etc.), Paris, 1552.
- Reponsio ad impudentissima convicia & calumnias Petri Dathæni, Cologne, 1558, in-quarto
- Epistolæ duæ duorum amicorum, B. Latomi et Joannes Sturmii, de dissidio periculoque Germaniæ, & per quos flet quo minus concordiæ ratio inter partes ineatur ; item alia quædam Sturmii de Emendatione Ecclesiæ, et  religionis controversiis, Strasbourg, Samuel Emmel, 1567, in-octavo
- In Horatii sermones, et de arte poetica scholia (manuscrit uniquement, bibl. de Leyde).

## Revue
Barthélemy Latomus a donné son nom à la revue d'étude latine belge Latomus (), fondée en 1937.

## Sources
- Jean-Nicolas Paquot, Mémoires pour servir à l'histoire littéraire des dix-sept provinces des Pays-Bas, vol. II, Louvain, Imprimerie académique, 1763, p. 110-124.